# Hans Selye
Hans (János) Hugo Bruno Selye (26. ledna 1907, Vídeň, Rakousko-Uhersko – 16. října 1982, Montréal, Kanada) byl kanadský lékař, biolog, chemik a endokrinolog rakousko-maďarského původu. Je považován za otce moderního výzkumu stresu. Jeho stresová teorie formulovala obecně platný biologický mechanismus reakce na  škodlivé vlivy a zátěž. 

## Život
Narodil se jako János Selye. Jeho otec byl  Maďar, vojenský lékař, matka Rakušanka, která svého syna  od raného věku vedla ke znalosti cizích jazyků. Ve čtyřech letech již mluvil maďarsky, německy, francouzsky a anglicky. Dětství strávil v Komárně, kde v letech 1917–1924 navštěvoval benediktinské gymnázium. Po maturitě se přihlásil na lékařskou fakultu německé univerzity  v Praze,  kde získal lékařský diplom (1929) a doktorát z chemie (1931). Mezitím studoval několik měsíců také v  Paříži a Římě.  
V letech 1929–1932 působil jako asistent na patologickém ústavu pražské německé univerzity.  V roce 1931 získal Rockefellerovu cenu, díky níž mohl odjet do USA jako stipendista na Univerzitu Johna Hopkinse v Baltimoru. 
V letech 1932–1945 působil na McGillově univerzitě v Montréalu, kde v roce 1935 začal své výzkumy stresu. Pojem stres použil ve svém článku publikovaném v londýnském časopisu pro lékařství a biologii The Nature v roce 1936. 
Zabýval se otázkou výzkumu podstaty a vzniku nemocí na základě endokrinologických principů, vycházejících ze vztahu organismu a prostředí.  Ve své studii o fyziologii a patologii stresových mechanismů (The Physiology and Pathology of Exposure to Stress) zaznamenal pozorování a výsledky svého dlouholetého výzkumu stresu a zdůvodnil svou myšlenku, podle níž všichni živočichové odpovídají na škodlivé vlivy vždy stejnou řadou fyziologických reakcí, a to obecným adaptačním syndromem (GAS–general adaptation  syndrom). Selye definoval GAS jako fyziologický mechanismus, který slouží všeobecně jako ochrana před poškozením. Vyvíjí se ve třech samostatných stupních: poplachová reakce, stádium odolnosti a stádium vyčerpání. Psychosomatický model stresu je dokladem vzájemné propojenosti všech fyziologických a psychických pochodů. Zjistil, že při stresu dochází ke změnám ve struktuře, chemické skladbě a funkci orgánů těla, které se projevují různým způsobem. 
V roce 1956 vyšla kniha Stres života (The Stress of Life), v níž popsal vývoj pojetí stresu, mechanismus jeho působení i odezvy na něj, jaké jsou choroby a neduhy, které může stres způsobit, a konečně určitý návod pro zdravý životní styl. 
V letech 1945–1976 byl profesorem v Ústavu experimentální medicíny a chirurgie na  montrealské univerzitě.  Zároveň byl lékařským poradcem americké armády. Od roku 1976 byl předsedou Mezinárodního ústavu pro výzkum stresu. Byl také jedním ze zakladatelů Kanadského ústavu pro stres a Nadace Hanse Selye pro oběti stresu za mimořádných situací.
V roce 1977 odešel  do penze.  Zemřel ve spánku na srdeční selhání 16. října 1982  v Montrealu.
Napsal přes 40 knih a 1 700 odborných článků. Získal čestný doktorát 43 univerzit, mimo jiné od Univerzity JEP v Brně při návštěvě v roce 1969. S katedrou patologické fyziologie brněnské lékařské fakulty udržoval dlouhá léta úzké kontakty. Několikrát navštívil Brno a přednesl zde své vědecké přednášky.   Je nositelem nejvyššího kanadského  vyznamenání Order of Canada. Byl členem Royal Society of Canada. Od roku 1949 byl desetkrát nominován na Nobelovu cenu, ale nezískal ji.

### Osobní život
V roce 1930 se oženil s  dcerou  pittsburského uhelného magnáta, vědkyní Frances Rebeccou Love Drew. Manželka krátce po narození dcery požádala o rozvod.   Podruhé se oženil v roce 1949 s lékařkou Gabrielle Grantovou. Měli spolu čtyři děti. Manželství skončilo rozvodem v roce 1977. Jeho třetí manželkou byla podstatně mladší kolegyně  Louise Drevetová. 